# Lúžňanská kotlina

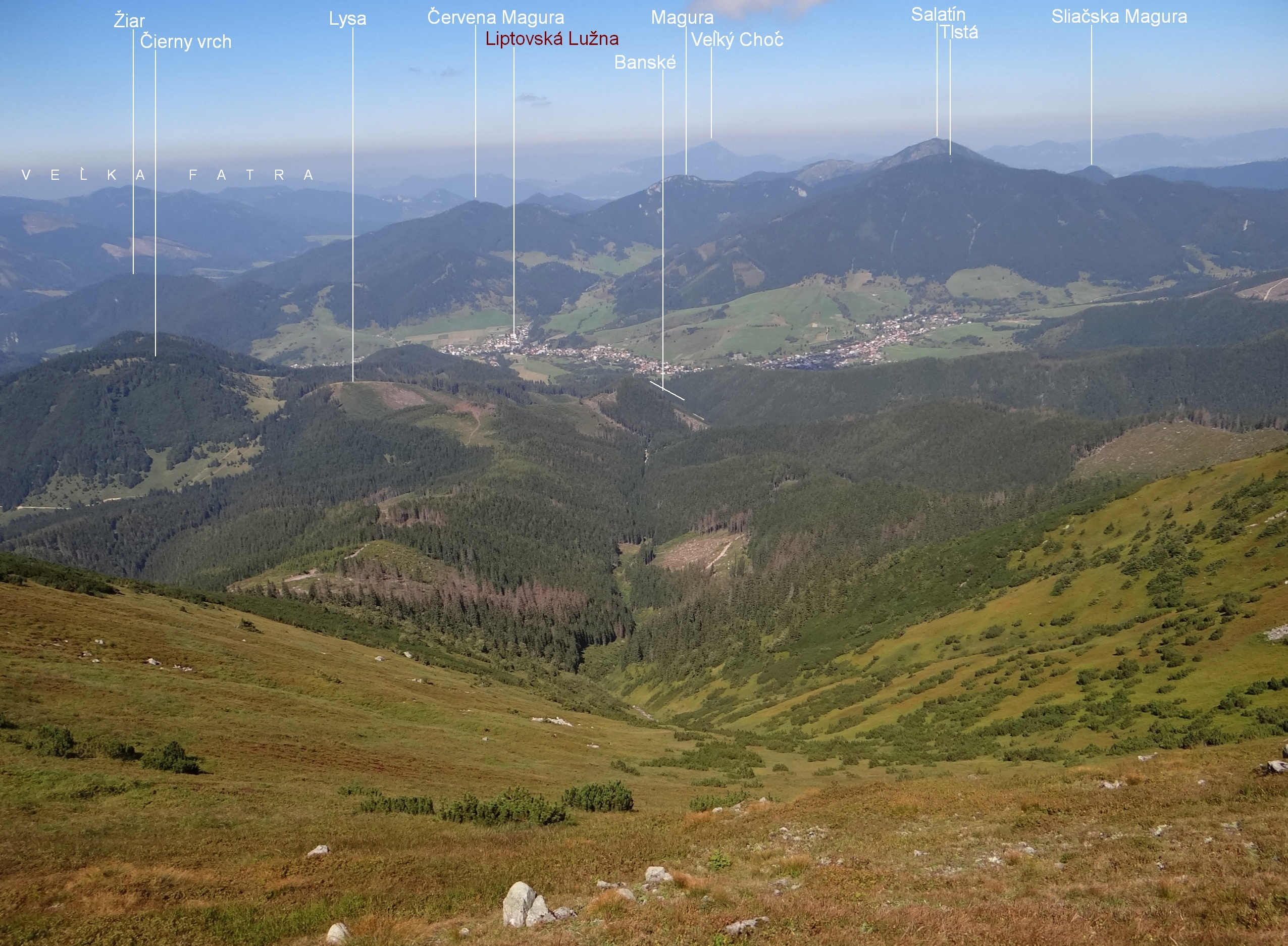

Lúžňanská kotlina – jedna z jednostek geomorfologicznych w Niżnych Tatrach na Słowacji. Jest to kotlina potoku Lúžňanka opadająca spod przełęczy Prievalec w kierunku zachodnim. Od doliny rzeki Revúca oddziela ją grzbiet Žiaru. Lúžňanka dokonała w nim przełomu. 
Lúžňanská kotlina to wielka depresja oddzielająca dwie grupy geomorfologiczne Niżnych Tatr: rejon Prašivá (na południu) i Grupę Salatynów (na północy). Na jej dnie znajduje się miejscowość Liptovská Lúžna.